# Championnat d'Europe masculin de basket-ball des moins de 20 ans 2011
Navigation
Édition précédente Édition suivante
Le championnat d'Europe masculin de basket-ball des 20 ans et moins 2011 est la 14e édition du championnat d'Europe de basket-ball des 20 ans et moins. Seize équipes nationales participent à la compétition. Celle-ci a eu lieu à Bilbao au Pays basque, Espagne du 14 au 24 juillet 2011. L'Espagne est sacrée championne pour la première fois.

## Équipes participantes
| - Allemagne - Autriche - Croatie - Espagne | - France - Grèce - Italie - Lettonie | - Lituanie - Monténégro - Russie - Serbie | - Slovénie - Suède - Turquie - Ukraine |

## Phases de groupes

### Premier tour
Les 16 équipes sont réparties en quatre groupes (A-d) de quatre équipes. Les trois premiers de chaque groupe se dirigent vers le deuxième tour. Les équipes éliminées sont regroupées dans une poule distincte (groupe G) et se disputent les places 13 à 16 lors de matches de classement.

#### Groupe A
| Équipe     | Pts | J | G | P | Pp  | Pc  | Diff |
| ---------- | --- | - | - | - | --- | --- | ---- |
| Russie     | 5   | 3 | 2 | 1 | 215 | 204 | +11  |
| Monténégro | 5   | 3 | 2 | 1 | 231 | 205 | +26  |
| Slovénie   | 4   | 3 | 1 | 2 | 245 | 245 | 0    |
| Serbie     | 4   | 3 | 1 | 2 | 212 | 249 | -37  |

- Qualification pour le 2e tour
- Reversé dans le groupe G

#### Groupe B
| Équipe   | Pts | J | G | P | Pp  | Pc  | Diff | DP    |
| -------- | --- | - | - | - | --- | --- | ---- | ----- |
| France   | 6   | 3 | 3 | 0 | 207 | 134 | +73  |       |
| Suède    | 4   | 3 | 1 | 2 | 182 | 194 | -12  | 1 - 1 |
| Lettonie | 4   | 3 | 1 | 2 | 163 | 196 | -33  | 1 - 1 |
| Slovénie | 4   | 3 | 1 | 2 | 149 | 177 | -28  | 1 - 1 |

- Qualification pour le 2e tour
- Reversé dans le groupe G

#### Groupe C
| Équipe   | Pts | J | G | P | Pp  | Pc  | Diff |
| -------- | --- | - | - | - | --- | --- | ---- |
| Espagne  | 6   | 3 | 3 | 0 | 304 | 165 | +139 |
| Grèce    | 5   | 3 | 2 | 1 | 224 | 208 | +16  |
| Turquie  | 4   | 3 | 1 | 2 | 176 | 235 | -59  |
| Autriche | 3   | 3 | 0 | 3 | 165 | 261 | -96  |

- Qualification pour le 2e tour
- Reversé dans le groupe G

#### Groupe D
| Équipe    | Pts | J | G | P | Pp  | Pc  | Diff |
| --------- | --- | - | - | - | --- | --- | ---- |
| Italie    | 5   | 3 | 2 | 1 | 222 | 198 | +24  |
| Allemagne | 5   | 3 | 2 | 1 | 222 | 216 | +6   |
| Ukraine   | 4   | 3 | 1 | 2 | 195 | 205 | -10  |
| Lituanie  | 4   | 3 | 1 | 2 | 218 | 238 | -20  |

- Qualification pour le 2e tour
- Reversé dans le groupe G

### Deuxième tour
Les 12 équipes qualifiées du tour préliminaire sont réparties en deux groupes de six. Les quatre meilleurs de chaque groupe se qualifient pour les quarts de finale. Les 3 premiers des groupes A et B se retrouvent dans le groupe E tandis que les 3 premiers des groupes C et D se retrouvent dans le groupe F. Les équipes issues du même groupe du tour préliminaire ne se rencontrent pas, elles rencontrent seulement les 3 équipes de l'autre groupe. Les deux derniers de chaque groupe vont se disputer les places de 9 à 12.
Les équipes gardent les résultats contre les équipes de son groupe du tour préliminaire qui sont qualifiées pour le tour de qualification.

#### Groupe E
| Équipe     | Pts | J | G | P | Pp  | Pc  | Diff |
| ---------- | --- | - | - | - | --- | --- | ---- |
| France     | 10  | 5 | 5 | 0 | 361 | 271 | +90  |
| Russie     | 9   | 5 | 4 | 1 | 358 | 325 | +33  |
| Monténégro | 8   | 5 | 3 | 2 | 336 | 337 | -1   |
| Lettonie   | 7   | 5 | 2 | 3 | 308 | 362 | -54  |
| Suède      | 6   | 5 | 1 | 4 | 324 | 353 | -29  |
| Slovénie   | 5   | 5 | 0 | 5 | 359 | 398 | -39  |

- Qualification pour la phase finale
- Reversé en matches de classement (9e-12e)

#### Groupe F
| Équipe    | Pts | J | G | P | Pp  | Pc  | Diff | DP    |
| --------- | --- | - | - | - | --- | --- | ---- | ----- |
| Espagne   | 10  | 5 | 5 | 0 | 419 | 328 | +91  |       |
| Italie    | 9   | 5 | 4 | 1 | 363 | 324 | +39  |       |
| Turquie   | 7   | 5 | 2 | 3 | 298 | 347 | -49  | 1 - 0 |
| Allemagne | 7   | 5 | 2 | 3 | 311 | 338 | -27  | 0 - 1 |
| Ukraine   | 6   | 5 | 1 | 4 | 329 | 351 | -22  | 1 - 0 |
| Grèce     | 6   | 5 | 1 | 4 | 338 | 370 | -32  | 0 - 1 |

- Qualification pour la phase finale
- Reversé en matches de classement (9e-12e)

### Tour de classement
Les 4 derniers des 4 groupes du tour préliminaire disputent ce tour de classement. Toutes les équipes vont s'affronter au sein d'un même groupe. Les deux derniers du groupe seront relégués en Division B la saison suivante.
Les équipes s'affrontent chacune deux fois.

#### Groupe G
| Équipe   | Pts | J | G | P | Pp  | Pc  | Diff |
| -------- | --- | - | - | - | --- | --- | ---- |
| Serbie   | 12  | 6 | 6 | 0 | 515 | 384 | +131 |
| Lituanie | 9   | 6 | 3 | 3 | 468 | 450 | +18  |
| Autriche | 8   | 6 | 2 | 4 | 366 | 473 | -107 |
| Croatie  | 7   | 6 | 1 | 5 | 412 | 454 | -32  |

## Phases éliminatoires

### Phase finale
|  | Quarts de finale   | Quarts de finale   |                    |                    | Demi-finales           | Demi-finales           |    |  | Finale             | Finale             |
|  | Quarts de finale   | Quarts de finale   |                    |                    | Demi-finales           | Demi-finales           |    |  | Finale             | Finale             |
|  |                    |                    |                    |                    |                        |                        |    |  |                    |                    |
|  | 22 juillet, Bilbao | 22 juillet, Bilbao |                    |                    | 23 juillet, Bilbao     | 23 juillet, Bilbao     |    |  | 24 juillet, Bilbao | 24 juillet, Bilbao |
|  | 22 juillet, Bilbao | 22 juillet, Bilbao |                    |                    | 23 juillet, Bilbao     | 23 juillet, Bilbao     |    |  | 24 juillet, Bilbao | 24 juillet, Bilbao |
|  | France             | 68                 |                    |                    | 23 juillet, Bilbao     | 23 juillet, Bilbao     |    |  | 24 juillet, Bilbao | 24 juillet, Bilbao |
|  | France             | 68                 |                    |                    | 23 juillet, Bilbao     | 23 juillet, Bilbao     |    |  | 24 juillet, Bilbao | 24 juillet, Bilbao |
|  | Allemagne          | 59                 |                    |                    | 23 juillet, Bilbao     | 23 juillet, Bilbao     |    |  | 24 juillet, Bilbao | 24 juillet, Bilbao |
|  | Allemagne          | 59                 | France             | 66                 |                        |                        |    |  | 24 juillet, Bilbao | 24 juillet, Bilbao |
|  | 22 juillet, Bilbao |                    | France             | 66                 |                        |                        |    |  | 24 juillet, Bilbao | 24 juillet, Bilbao |
|  |                    | Italie             | 77                 |                    |                        |                        |    |  | 24 juillet, Bilbao | 24 juillet, Bilbao |
|  | Italie             | Italie             | 77                 | 78                 |                        |                        |    |  | 24 juillet, Bilbao | 24 juillet, Bilbao |
|  | Italie             |                    |                    | 78                 |                        |                        |    |  | 24 juillet, Bilbao | 24 juillet, Bilbao |
|  | Monténégro         | 67                 |                    |                    |                        |                        |    |  | 24 juillet, Bilbao | 24 juillet, Bilbao |
|  | Monténégro         | 67                 | Italie             | 70                 |                        |                        |    |  |                    |                    |
|  | 22 juillet, Bilbao |                    | Italie             | 70                 |                        |                        |    |  |                    |                    |
|  |                    | Espagne            | 82                 |                    |                        |                        |    |  |                    |                    |
|  | Espagne            | Espagne            | 82                 | 77                 |                        |                        |    |  |                    |                    |
|  | Espagne            | 23 juillet, Bilbao |                    | 77                 |                        |                        |    |  |                    |                    |
|  | Lettonie           | 70                 |                    |                    |                        |                        |    |  |                    |                    |
|  | Lettonie           | 70                 | Espagne            | 87                 |                        |                        |    |  |                    |                    |
|  | 22 juillet, Bilbao | 22 juillet, Bilbao | Espagne            | 87                 | Match pour la 3e place | Match pour la 3e place |    |  |                    |                    |
|  | 22 juillet, Bilbao | 22 juillet, Bilbao |                    | Russie             | Match pour la 3e place | Match pour la 3e place | 60 |  |                    |                    |
|  | Russie             | 64                 | 24 juillet, Bilbao | 24 juillet, Bilbao |                        |                        | 60 |  |                    |                    |
|  | Russie             | 64                 | 24 juillet, Bilbao | 24 juillet, Bilbao |                        |                        |    |  |                    |                    |
|  | Turquie            | 57                 |                    | France             | 66                     |                        |    |  |                    |                    |
|  | Turquie            | 57                 |                    | France             | 66                     |                        |    |  |                    |                    |
|  |                    |                    |                    |                    |                        |                        |    |  | Russie             | 50                 |
|  |                    |                    |                    |                    |                        |                        |    |  | Russie             | 50                 |

### Matches de classement (5 à 8)
|  | Demi-finales       | Demi-finales       |           |    | 5e place           | 5e place           |
|  | Demi-finales       | Demi-finales       |           |    | 5e place           | 5e place           |
|  |                    |                    |           |    |                    |                    |
|  | 23 juillet, Bilbao | 23 juillet, Bilbao |           |    | 24 juillet, Bilbao | 24 juillet, Bilbao |
|  | 23 juillet, Bilbao | 23 juillet, Bilbao |           |    | 24 juillet, Bilbao | 24 juillet, Bilbao |
|  | Allemagne          | 80                 |           |    | 24 juillet, Bilbao | 24 juillet, Bilbao |
|  | Allemagne          | 80                 |           |    | 24 juillet, Bilbao | 24 juillet, Bilbao |
|  | Monténégro         | 61                 |           |    | 24 juillet, Bilbao | 24 juillet, Bilbao |
|  | Monténégro         | 61                 | Allemagne | 60 |                    |                    |
|  | 23 juillet, Bilbao |                    | Allemagne | 60 |                    |                    |
|  |                    | Turquie            | 49        |    |                    |                    |
|  | Lettonie           | Turquie            | 49        | 71 |                    |                    |
|  | Lettonie           |                    |           | 71 |                    |                    |
|  | Turquie            | 74                 |           |    |                    |                    |
|  | Turquie            | 74                 | 7e place  |    |                    |                    |
|  |                    |                    |           |    |                    |                    |
|  | 24 juillet, Bilbao |                    |           |    |                    |                    |
|  |                    |                    |           |    |                    |                    |
|  | Monténégro         | 85                 |           |    |                    |                    |
|  | Monténégro         | 85                 |           |    |                    |                    |
|  | Lettonie           | 79                 |           |    |                    |                    |
|  | Lettonie           | 79                 |           |    |                    |                    |

### Matches de classement (9 à 12)
|  | Demi-finales       | Demi-finales       |           |    | 9e place           | 9e place           |
|  | Demi-finales       | Demi-finales       |           |    | 9e place           | 9e place           |
|  |                    |                    |           |    |                    |                    |
|  | 22 juillet, Bilbao | 22 juillet, Bilbao |           |    | 23 juillet, Bilbao | 23 juillet, Bilbao |
|  | 22 juillet, Bilbao | 22 juillet, Bilbao |           |    | 23 juillet, Bilbao | 23 juillet, Bilbao |
|  | Suède              | 73                 |           |    | 23 juillet, Bilbao | 23 juillet, Bilbao |
|  | Suède              | 73                 |           |    | 23 juillet, Bilbao | 23 juillet, Bilbao |
|  | Grèce              | 66                 |           |    | 23 juillet, Bilbao | 23 juillet, Bilbao |
|  | Grèce              | 66                 | Suède     | 79 |                    |                    |
|  | 22 juillet, Bilbao |                    | Suède     | 79 |                    |                    |
|  |                    | Ukraine            | 69        |    |                    |                    |
|  | Ukraine            | Ukraine            | 69        | 97 |                    |                    |
|  | Ukraine            |                    |           | 97 |                    |                    |
|  | Slovénie           | 79                 |           |    |                    |                    |
|  | Slovénie           | 79                 | 11e place |    |                    |                    |
|  |                    |                    |           |    |                    |                    |
|  | 23 juillet, Bilbao |                    |           |    |                    |                    |
|  |                    |                    |           |    |                    |                    |
|  | Grèce              | 67                 |           |    |                    |                    |
|  | Grèce              | 67                 |           |    |                    |                    |
|  | Slovénie           | 80                 |           |    |                    |                    |
|  | Slovénie           | 80                 |           |    |                    |                    |

## Classement final
| Place              | Équipes    | V-D |
| ------------------ | ---------- | --- |
| Médaille d'or      | Espagne    | 9-0 |
| Médaille d'argent  | Italie     | 6-3 |
| Médaille de bronze | France     | 8-1 |
| 4                  | Russie     | 5-4 |
| 5                  | Allemagne  | 5-4 |
| 6                  | Turquie    | 4-5 |
| 7                  | Monténégro | 5-4 |
| 8                  | Lettonie   | 2-7 |
| 9                  | Suède      | 4-4 |
| 10                 | Ukraine    | 3-5 |
| 11                 | Slovénie   | 2-6 |
| 12                 | Grèce      | 2-6 |
| 13                 | Serbie     | 7-2 |
| 14                 | Lituanie   | 4-5 |
| 15                 | Autriche   | 2-7 |
| 16                 | Croatie    | 2-7 |

## Leaders statistiques

### Points
| Place | Nom                | Équipe     | PPG  |
| ----- | ------------------ | ---------- | ---- |
| 1     | Nikola Mirotić     | Espagne    | 27   |
| 2     | Bojan Dubljević    | Monténégro | 22,4 |
| 3     | Nemanja Nedović    | Serbie     | 19,6 |
| 4     | Alessandro Gentile | Italie     | 18,2 |
| 5     | Evan Fournier      | France     | 16,9 |

### Rebonds
| Place | Nom             | Équipe     | RBD  |
| ----- | --------------- | ---------- | ---- |
| 1     | Furkan Aldemir  | Turquie    | 15,9 |
| 2     | Nikola Mirotić  | Espagne    | 10   |
| 3     | Bojan Dubljević | Monténégro | 9,7  |
| 4     | Daniel Theis    | Allemagne  | 8,7  |
| 5     | Marko Todorović | Monténégro | 7,9  |

### Passes
| Place | Nom                | Équipe   | AST |
| ----- | ------------------ | -------- | --- |
| 1     | Josep Franch       | Espagne  | 5,1 |
| 2     | Andriy Lebedintsev | Ukraine  | 4,9 |
| 3     | Jan Špan           | Slovénie | 4,3 |
| 4     | Dovydas Redikas    | Lituanie | 4   |
| 5     | Nemanja Nedović    | Serbie   | 3,8 |

## Récompenses
- Vainqueur :  Espagne
- Meilleur joueur de la compétition :  Nikola Mirotić
- Cinq Majeur de la compétition :
  -  Nikola Mirotić
  -  Furkan Aldemir
  -  Alessandro Gentile
  -  Bojan Dubljević
  -  Evan Fournier

### Sources
- (en) Cet article est partiellement ou en totalité issu de l’article de Wikipédia en anglais intitulé « 2011 FIBA Europe Under-20 Championship » (voir la liste des auteurs).